# 짧은 포옹 긴 이별
"짧은 포옹 긴 이별"은 1984년에 개봉한 대한민국의 영화이다.

## 캐스팅
- 최선아
- 이효정
- 윤일봉
- 박암
- 김화란
- 여운계
- 최병철
- 손전
- 김은경
- 장혜숙
- 김현숙
- 박경애